# Phalascusa hildebrandti
Phalascusa hildebrandti là một loài côn trùng trong họ Ascalaphidae thuộc bộ Neuroptera. Loài này được Kolbe miêu tả năm 1897.